# Вильдендюрнбах
Вильдендюрнбах (нем. Wildendürnbach) — коммуна (нем. Gemeinde) в Австрии, в федеральной земле Нижняя Австрия. 
Входит в состав округа Мистельбах.  Население составляет 1577 человек (на 31 декабря 2005 года). Занимает площадь 53,63 км². Официальный код  —  3 16 53.

## Политическая ситуация
Бургомистр коммуны — Херберт Харрах (АНП) по результатам выборов 2005 года.
Совет представителей коммуны (нем. Gemeinderat) состоит из 19 мест.
- АНП занимает 11 мест.
- СДПА занимает 8 мест.